# Grammar School

Die Karte zeigt die Verbreitung von Grammar Schools in England seit 1998

Grammar Schools im Vereinigten Königreich sind heute (ähnlich den deutschen Gymnasien) staatliche weiterführende Schulen mit höheren Ansprüchen. Der früher verbreitete Schultyp (neben der Technical School und der Secondary Modern School) beruhte etwa seit 1945 auf einer selektiven Prüfung im Alter von elf Jahren, doch seit den 1960er Jahren wurde er immer mehr durch Gesamtschulen ersetzt. Die weiter bestehenden Grammar Schools entwickelten sich meist von altsprachlichen Gymnasien, die für die Pflege der Classics (Latein und Altgriechisch) bekannt waren, zu Schulen, die im achtjährigen Kursus allgemein auf das Hochschulstudium vorbereiten. Die Mehrzahl der Schüler wechselt jedoch nach sechs Jahren mit dem erworbenen Grammar School Certificate in das berufliche Bildungswesen (z. B. Technical Colleges).
2020 existieren landesweit noch etwa 160 Schulen dieses Typs in England (von etwa 3.000 Sekundarschulen) und in Nordirland über 60, die 5 % aller Sekundarschüler besuchen (Liste in englischer Wikipedia). Seit 1998 ist es den Schulbehörden verboten, neue Grammar Schools zu eröffnen. Der hohe Standard der Ausbildung an den Grammar Schools bewirkte einen starken Zulauf, der es schwierig machte, einen Platz zu bekommen. Mehrheitlich besuchten Kinder besser verdienender Familien die Schulen, die damit den kostspieligen Public Schools entgingen. Die heutigen Hochburgen in England sind Kent, Buckinghamshire und Lincolnshire, Regionen mit konservativen Mehrheiten.

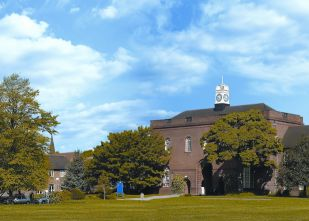
Manchester Grammar School

Viele renommierte Grammar Schools wie in Manchester oder das King Edward’s in Birmingham behielten das Selektionsprinzip bei und wurden Public Schools.
Eine Grammar School in den USA entspricht – regional unterschiedlich – eher einer deutschen oder Schweizer Grund- bzw. Primarschule.

## Geschichte

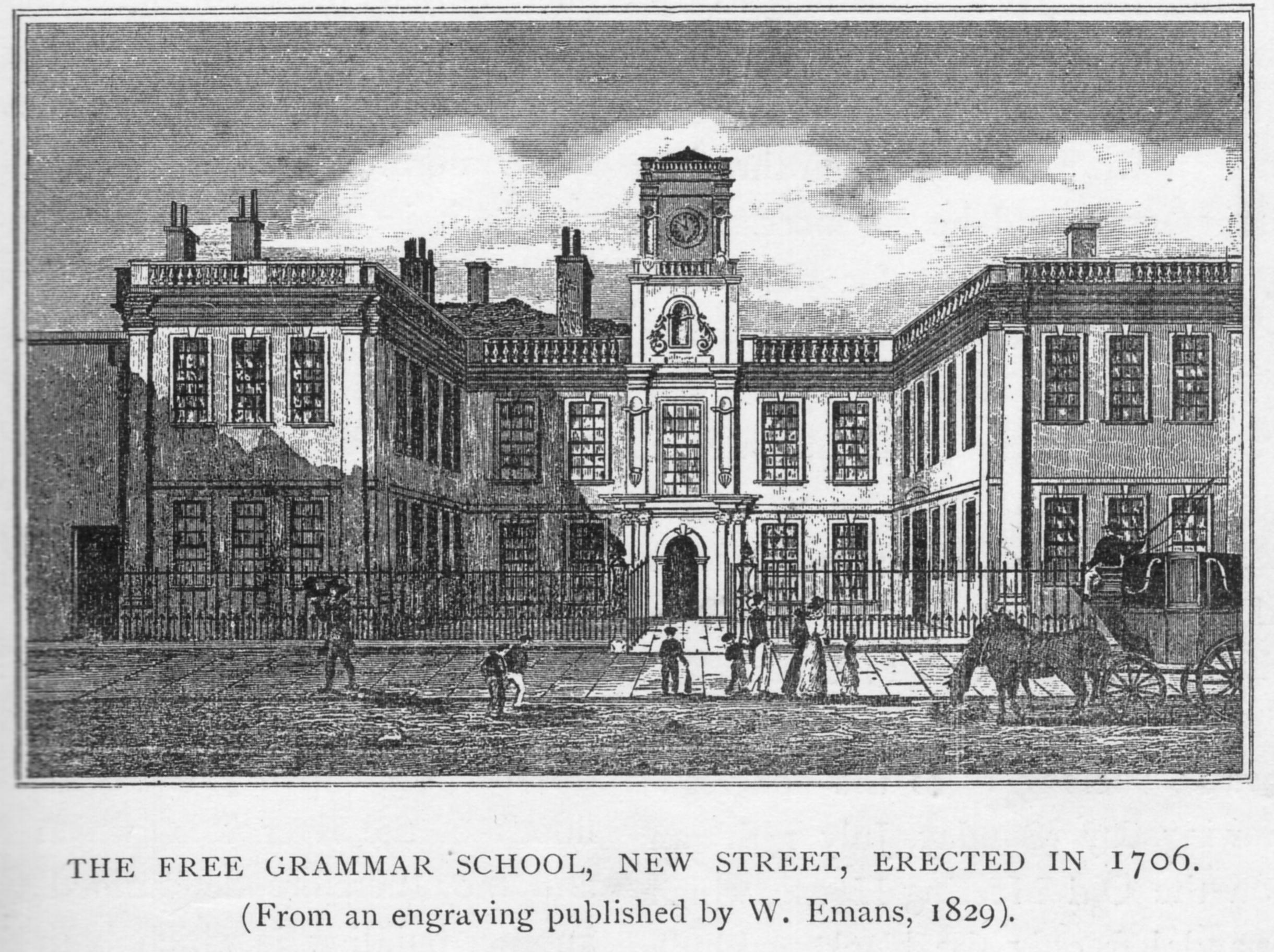
King Edward’s School, Birmingham 1829

Im Mittelalter war Grammar School, lateinisch scholae grammaticales (abgeleitet von Grammatik als einer der sieben freien Künste, der Artes Liberales, für die Latein die Basis war) die Bezeichnung für eine gelehrte Schule, die meist einer Kathedrale und einem Kloster angegliedert war. Der Begriff scholae grammaticales wurde im 14. Jahrhundert für derartige Schulen gebräuchlich. Als früheste Einrichtungen dieses Typs gelten auf dem Gebiet des späteren Englands die King’s School in Canterbury (gegründet 597) und die King’s School in Rochester (gegründet 604). Im 14. Jahrhundert gab es in England und Wales etwa 400 Grammar Schools bei einer Gesamtbevölkerung von rund 2,5 Millionen Menschen. Im Spätmittelalter kam der Wunsch auf, von der Kirche unabhängige königliche Schulen einzurichten, dies wurden Winchester College (1382), Oswestry School (1407) und Eton College (1440), die auf das Studium an den beiden englischen Universitäten vorbereiteten und von Schülern aus dem ganzen Land besucht werden konnten. Allmählich wurden solche Schulen auch „Höhere Schule“ (High School) genannt, vor allem in Schottland, wo dieser Begriff 1519 zum ersten Mal in Edinburgh belegt ist. Grammar Schools kosteten keine Gebühren und wurden ab dem 16. Jahrhundert fast überall als Public Schools bezeichnet, im Gegensatz zu den kleineren elitären Privatschulen. Im Laufe der Zeit entwickelten sich viele der größeren Grammar Schools aber zu modernen kostenpflichtigen Public Schools; die ursprüngliche Bezeichnung Grammar School überließen sie denjenigen Einrichtungen, die keine Gebühren erhoben. Die Fördermittel für diese Schulen kamen in neuerer Zeit nicht mehr aus karitativen Quellen, sondern bestehen aus staatlichen Zuschüssen.